# Itapaci
Itapaci is een gemeente in de Braziliaanse deelstaat Goiás. De gemeente telt 17.086 inwoners (schatting 2009).